# Charlie Wilson
Charles Kent Wilson (Tulsa, Oklahoma, 29. siječnja 1953.) američki je R&B/soul pjevač i vodeći čovjek sastava The Gap Band.

## Biografija

### Raniji život
Charlie Wilson je rođen u Tulsi, Oklahomi. S tri je godine počeo pjevati u crkvenom zboru.

## Diskografija

### Albumi
| Godina | Naziv | Završno mjesto na top ljestvici | Završno mjesto na top ljestvici | RIAA certifications |
| Godina | Naziv | US                              | US R&B                          | RIAA certifications |
| ------ | --- | ------------------------------- | ------------------------------- | ------------------- |
| 1992.  | You Turn My Life Around - Objavljeno: 1992. - Diskografska kuća: MCA Records - Format: CD, cassette                 | —                               | 42                              |                     |
| 2000.  | Bridging the Gap - Objavljeno: 14. studenog 2000. - Diskografska kuća: Interscope - Format: CD, cassette            | 152                             | 30                              |                     |
| 2005.  | Charlie, Last Name Wilson - Objavljeno: 23. kolovoza 2005. - Diskografska kuća: Jive - Format: CD, digital download | 10                              | 3                               | Gold                |
| 2008.  | Uncle Charlie - Objavljeno: 17. veljače 2009. - Diskografska kuća: Jive/Zomba - Format: CD, digital download        | 2                               | 1                               |                     |
| 2010.  | Just Charlie - Objavljeno: 7. studenog 2010. - Diskografska kuća: Jive/Zomba - Format: CD, digital download         | 19                              | 6                               |                     |

## Singlovi
| Godina | Naziv                                       | Pozicija na top ljestvici | Pozicija na top ljestvici | Album                     |
| Godina | Naziv                                       | US Hot 100                | US R&B                    | Album                     |
| ------ | ------------------------------------------- | ------------------------- | ------------------------- | ------------------------- |
| 1992.  | "You Turn My Life Around"                   | -                         | 78                        | You Turn My Life Around   |
| 1992.  | "Sprung on Me"                              | -                         | 23                        | You Turn My Life Around   |
| 2000.  | "Without You"                               | -                         | 26                        | Bridging the Gap          |
| 2000.  | "Big Pimpin'" (featuring Nate Dogg)         | -                         | -                         | Bridging the Gap          |
| 2005.  | "Charlie, Last Name Wilson"                 | 67                        | 11                        | Charlie, Last Name Wilson |
| 2005.  | "Magic"                                     | -                         | 27                        | Charlie, Last Name Wilson |
| 2008.  | "Supa Sexy" (featuring T-Pain & Jamie Foxx) | -                         | 53                        | Uncle Charlie             |
| 2009.  | "There Goes My Baby "                       | 98                        | 15                        | Uncle Charlie             |
| 2009.  | "Can't Live Without You"                    | -                         | 19                        | Uncle Charlie             |
| 2010.  | "You Are"                                   | 103                       | 13                        | Just Charlie              |

## Vanjske poveznice
- Službena stranica  Arhivirana inačica izvorne stranice od 31. siječnja 2011. (Wayback Machine)